# Brabantské lankrabství
Brabantské lankrabství (nizozemsky Landgraafschap Brabant, francouzsky Comté de Brabant) vzniklo v roce 1085 jako malé středověké území nacházející se západně od Bruselu mezi řekami Dender a Zenne v moderní Belgii. Lankrabství bylo součástí Svaté říše římské.
Před rokem 1085 vládl území lotharingský falckrabě Jindřich II. Po jeho smrti císař Jindřich IV. dal toto území jako léno hraběti Jindřichu III. Lovaňskému, 1085/1086–1095. Od roku 1078 užíval titul hrabě lovaňský a bruselský.
V roce 1183 římský král a císař Fridrich I. Barbarossa (1152–1190) sloučil území Lovaň a Brusel, čímž vzniklo Brabantské vévodství pod vládou vévody Jindřicha I. Brabantského. Oblast byla součástí jižního Brabantu od roku 1815 do roku 1830 jako část Nizozemského království. Od roku 1830 do roku 1996 byla součástí belgické provincie Brabant. V současné době se nachází v západní části vlámského Brabantu ve vlámském regionu Belgie.